# William Edwin Andrews
William Edwin Andrews est un Britannique qui fut conseiller étranger au Japon durant l'ère Meiji.
Le 17 janvier 1874, le ministère japonais des Travaux publics transmet une demande au conseil d'État pour embaucher trois experts étrangers, deux en peinture et un en maçonnerie, pour une période de trois ans. La demande est acceptée le 28 janvier 1878. Le même jour, la légation britannique est contactée pour recommander les spécialistes correspondants.
Andrews signe ainsi un contrat d'engagement (les deux autres experts sont John Lewis et Edward Cocks) avec le département des voies ferrées du gouvernement japonais, débutant le 6 mai 1874. Ils arrivent au port de Yokohama le 29 juin 1874 et il est envoyé à Kobe pour devenir chef de l'approvisionnement en peinture des trains de la ligne Kobe-Kyoto. Son contrat se termine le 31 mars 1878.